# Czarna Woda
Czarna Woda (germană Schwarzwasser) este un oraș în Polonia.